# 整粒歩合
整粒歩合（せいりゅうぶあい）とは、穀物の外観品質の基準のひとつで、一定量の穀物粒のなかに存在する整粒（外観品質の一定の基準を満たす粒）の割合を%で示したものである。
以下では、特に玄米の検査規格について解説を行う。

## 整粒
農産物規格規程によれば、もみあるいは玄米において整粒とは、対象とする米から、欠け米、割れ米、死米、未熟米、異種穀粒などを除いたものをいう。同様な用語として「完全米」や「整粒米（せいりゅうまい）」が用いられる場合もある。

## 食用米の等級
食用米においては、水稲うるち米・もち玄米のいずれにおいても、整粒歩合70%以上を一等米、60%以上を二等米、45%以上を三等米とする。

## 酒造好適米の等級
酒造好適米（酒米）においては、整粒歩合90%以上を特上米、80%以上を特等米、70%以上を一等米、60%以上を二等米、45%以上を三等米とする